# デヴィッド・アラン (画家)
デヴィッド・アラン（David Allan、1744年2月13日 - 1796年8月6日）はスコットランドの画家である。風俗画や肖像画を描いた。

## 略歴
スコットランド中部、クラックマナンシャーのAlloaに生まれた。グラスゴーの美術学校で7年間学び、第9代カスカート卿やマー伯爵の支援を受けることができるようになった。1764年にマー伯爵の支援でローマに旅し、1777年までイタリアに滞在した。イタリアではスコットランドの画家、ゲイヴィン・ハミルトンの指導を受け、イタリアの巨匠たちの作品を模写して修行した。
1771年にロンドンのロイヤル・アカデミー・オブ・アーツの展覧会に2点の歴史画を送り、1773年にはローマのアカデミア・ディ・サン・ルカの展覧会で金賞を受賞した
。ナポリも訪れ、風俗画も描いた。
1777年に帰国した後、ロンドンで肖像画家として働いた後、1780年にエディンバラに戻り、1786年にエディンバラの美術学校（Trustees Drawing Academy of Edinburgh、後のEdinburgh College of Art）の校長のランシマン（Alexander Runciman）が亡くなった後、その職を継いだ。市庁舎の近くに工房をつくり、スコットランドの風俗を描いた版画を制作し出版した。アランの弟子にはアレクサンダー・カースらがいる。詩人ジェイムズ・マクファーソンが出版した『オシアン』の挿絵も描いた 。

## 作品

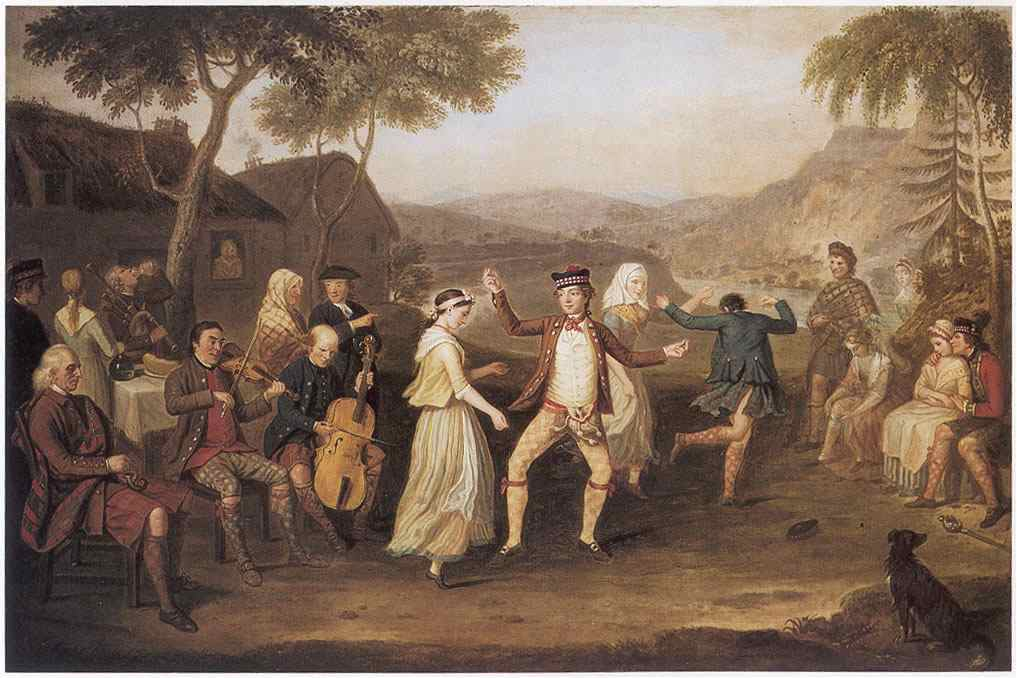
ハイランドの結婚式
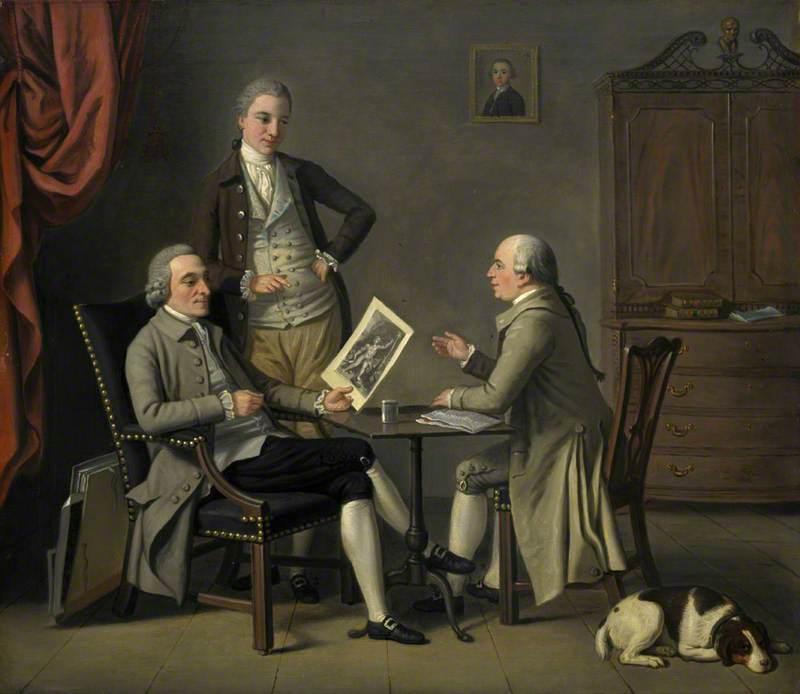
美術愛好家(1783)
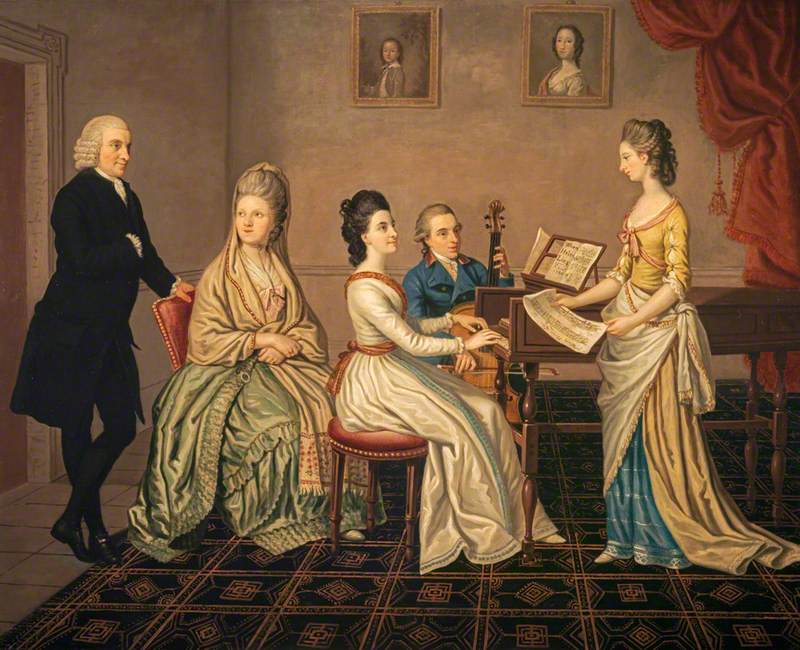
James Erskine, Lord Alvaとその家族 (1780) National Galleries Scotland

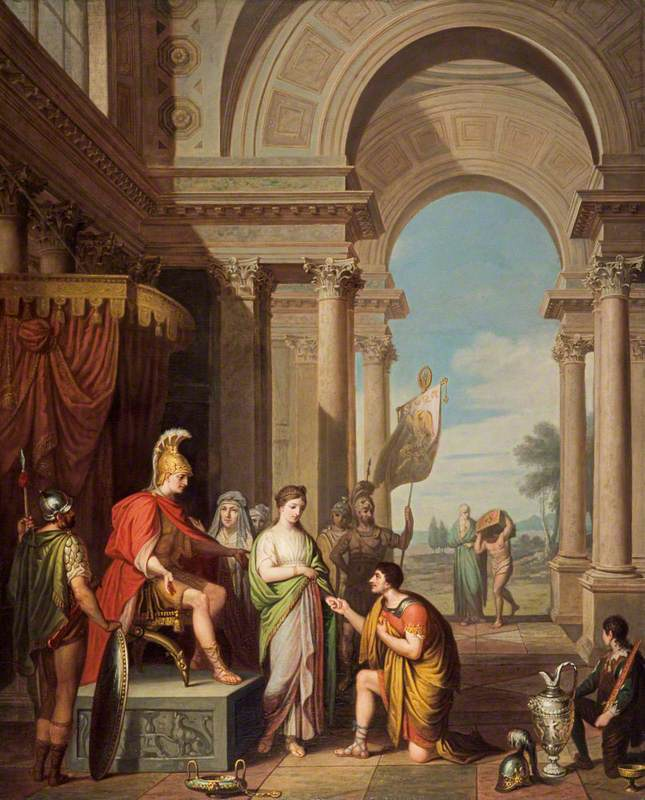
スキピオの自制
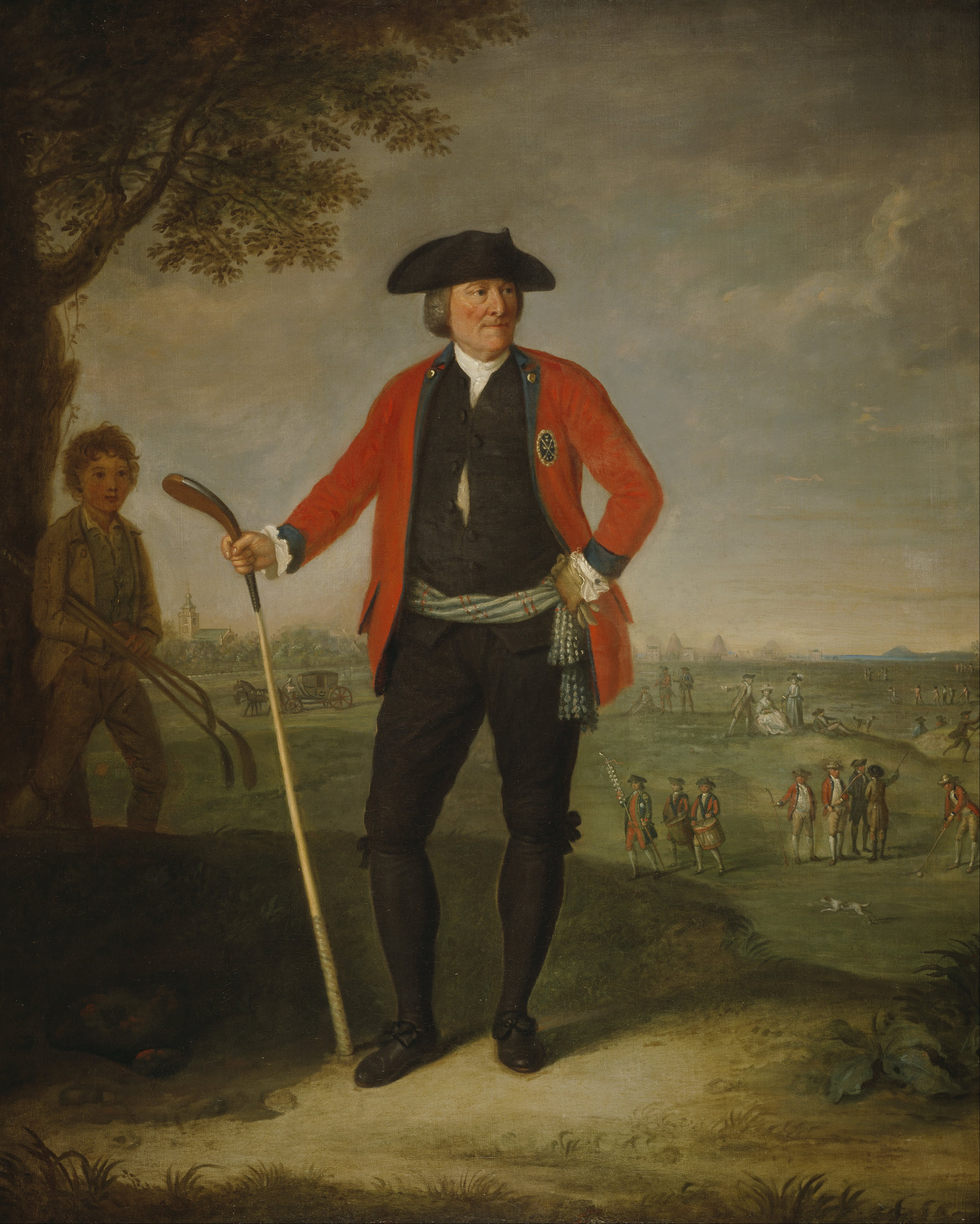
エディンバラ・ゴルファーズの会員、 William Inglis
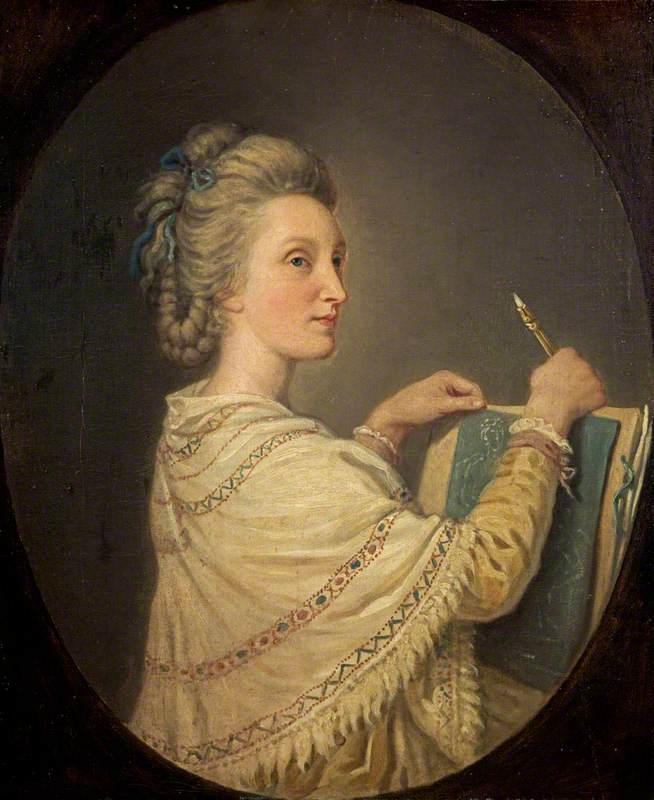
アン・フォーブス(画家)
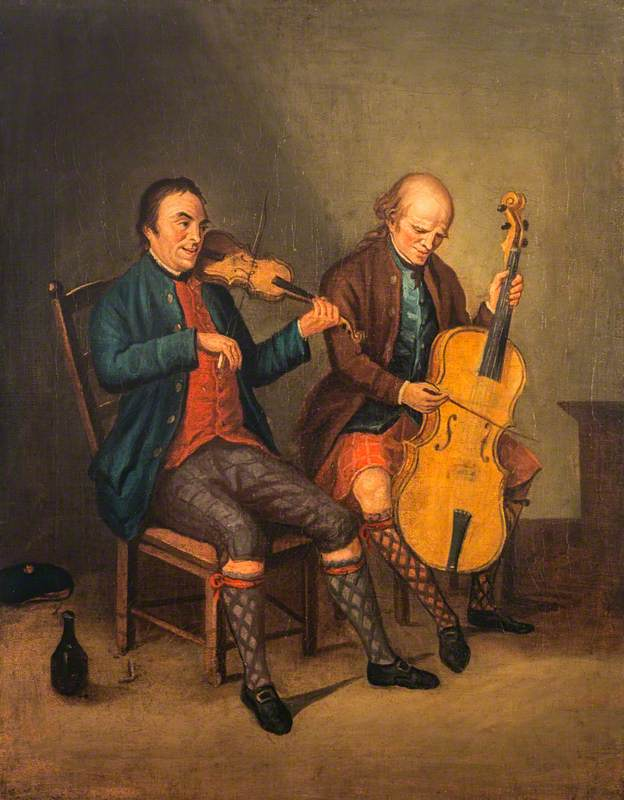
バイオリニスト、作曲家のニール・ガウとドナルド・ガウ

## 関連図書
- Chisholm, Hugh, ed. (1911). "Allan, David" . Encyclopædia Britannica (11th ed.). Cambridge University Press.
- Chambers, Robert; Thomson, Thomas Napier (1857). "Allan, David" . A Biographical Dictionary of Eminent Scotsmen. 1. Glasgow: Blackie and Son. pp. 49–51 – via Wikisource.
- "Allan, David" . Dictionary of National Biography. London: Smith, Elder & Co. 1885–1900.